# Magic in the Moonlight
Pour plus de détails, voir Fiche technique et Distribution.
Magic in the Moonlight ou Magie au clair de lune au Québec est une comédie américano-française écrite et réalisée par Woody Allen, sortie en 2014, tournée au Studio de la Victorine à Nice. 
Ce film est à la fois une romance, un film à énigme et un film historique. La thématique du film fait clairement référence à Houdini, le célèbre prestidigitateur juif américain qui entreprit, dans les années 1920 une lutte très médiatisée contre les médiums qui s'enrichissaient en exploitant la crédulité de riches clients.  

## Synopsis
En 1928, un illusionniste nommé Wei Ling Soo (Colin Firth) se produit devant un public à Berlin avec un numéro de magie de classe mondiale. En réalité, Soo est un Britannique nommé Stanley, qui porte un déguisement dans le cadre de son numéro. Dans sa loge, il est rejoint par un vieil ami et collègue illusionniste, Howard Burkan. Howard demande à Stanley de l’accompagner sur la Côte d’Azur, où une riche famille américaine, les Catledge, semble avoir été dupée par une voyante nommée Sophie (Emma Stone), au point que le fils de la famille, Brice, en est épris. Howard explique qu’il n’a pas réussi à percer les secrets des tours de Sophie et commence à croire qu’elle possède réellement des pouvoirs surnaturels. Il demande à Stanley, connu pour avoir démasqué de nombreux faux médiums, de l’aider à prouver qu’elle est une imposture. 
Howard et Stanley se rendent sur la Côte d’Azur, mais Stanley est bientôt stupéfait par la capacité de Sophie à entrer dans un état de transe et à révéler des détails très personnels sur lui et sa famille. Stanley assiste à une séance au cours de laquelle Sophie semble communiquer avec le patriarche défunt de la famille Catledge. Une bougie s’élève de la table et Howard l’attrape pour essayer de découvrir une supercherie, mais il ne détecte aucun trucage apparent. 
Lorsque Stanley et Sophie rendent visite à sa tante Vanessa en Provence, Sophie semble capable, en tenant les perles de la tante, de raconter des détails secrets sur une grande histoire d’amour vécue par Vanessa. Cela convainc finalement Stanley de l’authenticité de Sophie. Il a une révélation : son rationalisme et son cynisme de toujours étaient peut-être erronés. Pris dans une averse, Stanley et Sophie trouvent refuge dans un observatoire que Stanley fréquentait enfant. Lorsque la pluie cesse, ils ouvrent le toit et regardent les étoiles. 
Lors d’un bal de la haute société, Stanley et Sophie dansent. Plus tard dans la nuit, alors qu’ils marchent ensemble, Sophie lui demande s’il a ressenti quelque chose pour elle « en tant que femme ». Stanley, surpris, avoue qu’il n’a jamais pensé à elle de cette manière. Sophie part, contrariée. Le lendemain, Stanley organise une conférence de presse pour annoncer au monde que lui, qui a passé sa vie à démasquer les faux médiums, a enfin trouvé une véritable voyante. La conférence est interrompue par une nouvelle : sa tante Vanessa a eu un accident de voiture. 
Stanley se précipite à l’hôpital et envisage de prier pour qu’un miracle sauve sa tante. Il commence à prier, mais n’arrive pas à continuer : sa rationalité reprend le dessus. Il rejette la prière, le surnaturel, et par extension, Sophie et ses prétendus pouvoirs. Il décide à nouveau de prouver qu’elle est une fraude.
En utilisant un tour déjà vu dans son numéro de scène, Stanley fait semblant de quitter la pièce, mais reste pour écouter une conversation entre Sophie et Howard, révélant leur collusion dans une vaste mise en scène. Il découvre que Sophie connaissait tant de choses sur lui et sa tante parce qu’elle et Howard ont conspiré pour le tromper. Sophie est bel et bien une charlatane, et Howard était au courant. Plutôt que de la dénoncer, il l’a recrutée pour piéger Stanley.

Stanley est d’abord furieux contre Howard et Sophie, mais finit par leur pardonner. Lors d’une conversation avec sa tante Vanessa, qui s’est remise de son accident, Stanley admet qu’il est amoureux de Sophie. Il la retrouve et lui demande de l’épouser à la place de Brice. Sophie est surprise et rejette sa proposition hautaine et maladroite. De retour, abattu, chez sa tante, Stanley avoue être tombé amoureux de Sophie dès le premier regard. Il est alors surpris lorsqu'il entend un coup sur une table comme lors d'une séance de spiritisme. Il lui fait sa demande à nouveau, elle accepte avec un nouveau coup sur la table et ils s’embrassent.

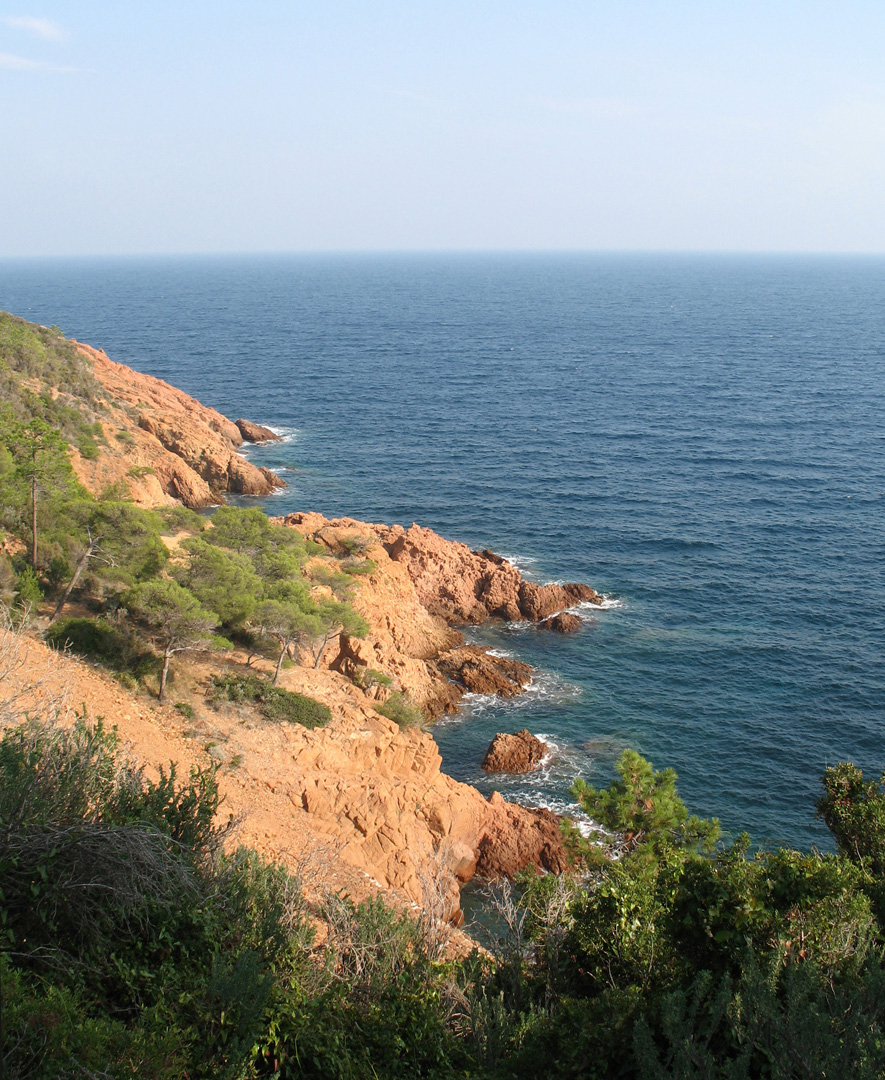
L'arrière-pays (massif de l'Estérel) qu'explorent ensemble Stanley et Sophie.

## Fiche technique
Source IMDb
- Titre original : Magic in the Moonlight
- Titre québécois : Magie au clair de lune[1]
- Réalisation : Woody Allen
- Scénario : Woody Allen
- Direction artistique : Anne Seibel
- Décors : Jille Azis
- Costumes : Sonia Grande
- Montage : Alisa Lepselter
- Musique : Extraits, chansons et morceaux divers[3]
- Photographie : Darius Khondji
- Production : Letty Aronson, Stephen Tenenbaum et Edward Walson
- Sociétés de production : Dippermouth, associé à Gravier Productions, Perdido Productions, Ske-Dat-De-Dat Productions
- Sociétés de distribution : Sony Pictures Classics (États-Unis) ; Mars Distribution (France)
- Pays de production :  États-Unis et  France
- Langue : anglais et français
- Durée : 97 minutes
- Format : couleur - 35 mm - 2,35:1 -  Son Dolby numérique
- Genre : comédie, romance, film à énigme, historique
- Dates de sortie : 
  - États-Unis : 25 juillet 2014
  - France : 22 octobre 2014 [4]

## Distribution
- Colin Firth (VF : Arnaud Arbessier) : Stanley Crawford
- Emma Stone (VF : Élisabeth Ventura) : Sophie Baker

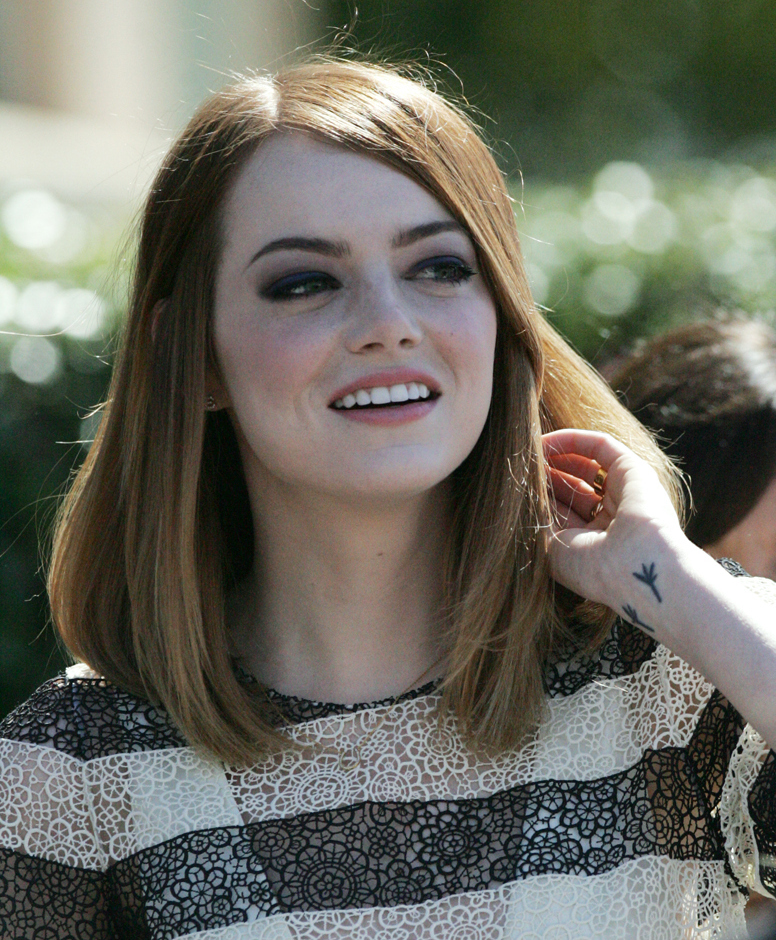
L'actrice Emma Stone, arrivant à la première du film, en mars 2014.

- Marcia Gay Harden (VF : Anne Deleuze) : Mrs. Baker, mère et impresario de Sophie
- Simon McBurney (VF : Georges Caudron) : Howard Burkan
- Jacki Weaver : Grace Catledge (la mère)
- Hamish Linklater (VF : Jean-Christophe Dollé) : Brice Catledge (le fils)
- Erica Leerhsen : Caroline (la fille)
- Catherine McCormack : Olivia, fiancée de Stanley
- Jeremy Shamos : George, psychiatre, mari de Caroline
- Lionel Abelanski : le médecin
- Eileen Atkins (VF : Lucienne Troka) : Tante Vanessa
- Ute Lemper : chanteuse de cabaret à Berlin

Sources et légende : Version française (V. F.) sur RS Doublage

## Distinctions
Source IMDb
En 2015 :
- Lauréats : Colin Firth et Emma Stone pour Prix spécial (Différence d'âge la plus flagrante entre le personnage principal masculin et l'intérêt amoureux) par l'Alliance of Women Film Journalists, États-Unis
- Sélection : Darius Khondji par Lumières de la presse internationale, France

### Sélection
- Festival du Cinéma Américain de Deauville 2014 : Film d'ouverture